# Club Deportivo Universidad San Martín de Porres
Il Club Deportivo Universidad San Martín de Porres, meglio noto come Universidad San Martín o con la sigla USMP, è una società calcistica peruviana con sede nella città di Lima. Fondato nel 2004, milita nella Segunda División, la seconda divisione del campionato peruviano di calcio, del quale ha vinto tre edizioni.

## Palmarès

### Competizioni nazionali
- Campionato peruviano: 3

2007, 2008, 2010

### Altri piazzamenti
- Copa Inca:

Finalista: 2014

## Organico

### Rosa 2020
| N. |                           | Ruolo | Calciatore         |
| -- | ------------------------- | ----- | ------------------ |
| 1  | Perù (bandiera)           | P     | Diego Penny        |
| 2  | Perù (bandiera)           | D     | Jonathan Bilbao    |
| 3  | Perù (bandiera)           | D     | Luis Garro         |
| 4  | Perù (bandiera)           | D     | Jefferson Portales |
| 5  | Perù (bandiera)           | D     | Werner Schuler     |
| 6  | Perù (bandiera)           | D     | José Luján         |
| 7  | Perù (bandiera)           | C     | John Vega          |
| 8  | Perù (bandiera)           | C     | Jordan Guivin      |
| 9  | Costa d'Avorio (bandiera) | A     | Mohamed Karamoko   |
| 10 | Perù (bandiera)           | C     | Jairo Concha       |
| 11 | Argentina (bandiera)      | A     | Gaspar Gentile     |
| 12 | Perù (bandiera)           | P     | Carlos Torres      |
| 13 | Perù (bandiera)           | P     | Pedro Ynamine      |
| 14 | Perù (bandiera)           | D     | José Bolívar       |

| N. |                      | Ruolo | Calciatore          |
| -- | -------------------- | ----- | ------------------- |
| 17 | Perù (bandiera)      | A     | Nicolás Figueroa    |
| 18 | Perù (bandiera)      | A     | Santiago Rebagliati |
| 19 | Perù (bandiera)      | A     | Sebastián Gonzales  |
| 20 | Perù (bandiera)      | C     | Yamir Oliva         |
| 22 | Perù (bandiera)      | C     | Oscar Pinto         |
| 23 | Perù (bandiera)      | D     | Saúl Salas          |
| 25 | Perù (bandiera)      | D     | Francesco Cavagna   |
| 26 | Perù (bandiera)      | C     | Piero Vivanco       |
| 27 | Perù (bandiera)      | C     | Franco Zanelatto    |
| 29 | Perù (bandiera)      | A     | Héctor Bazán        |
| 30 | Perù (bandiera)      | D     | Mathías Llontop     |
| 34 | Argentina (bandiera) | A     | Marcelo Olivera     |
| 44 | Perù (bandiera)      | D     | Alfonso Barco       |

### Rosa 2019
| N. |                      | Ruolo | Calciatore         |
| -- | -------------------- | ----- | ------------------ |
| 1  | Perù (bandiera)      | P     | Mario Suárez       |
| 2  | Perù (bandiera)      | D     | Aldo Corzo         |
| 3  | Perù (bandiera)      | D     | Jack Safra         |
| 4  | Perù (bandiera)      | D     | Gianmarco Gambetta |
| 6  | Perù (bandiera)      | C     | Joel Sánchez       |
| 7  | Argentina (bandiera) | A     | Lautaro Rinaldi    |
| 8  | Perù (bandiera)      | C     | Claudio Torrejón   |
| 9  | Argentina (bandiera) | A     | Maximiliano Giusti |
| 10 | Argentina (bandiera) | C     | Carlos Marinelli   |
| 12 | Perù (bandiera)      | P     | Ricardo Farro      |
| 13 | Perù (bandiera)      | A     | Julio Cafferata    |
| 14 | Perù (bandiera)      | C     | Luis Álvarez       |
| 15 | Colombia (bandiera)  | A     | Luis Perea         |
| 16 | Perù (bandiera)      | D     | Yhirbis Córdova    |
| 17 | Perù (bandiera)      | C     | Benjamín Ubierna   |
| 18 | Perù (bandiera)      | C     | Adán Balbín        |

| N. |                     | Ruolo | Calciatore       |
| -- | ------------------- | ----- | ---------------- |
| 19 | Perù (bandiera)     | C     | Carlos Fernández |
| 20 | Colombia (bandiera) | C     | Johnnier Montaño |
| 21 | Perù (bandiera)     | P     | Pedro Gallese    |
| 22 | Uruguay (bandiera)  | D     | Esteban Maga     |
| 23 | Perù (bandiera)     | C     | Diago Portugal   |
| 24 | Perù (bandiera)     | C     | Karl Fernández   |
| 25 | Perù (bandiera)     | A     | Felipe Sipirán   |
| 27 | Perù (bandiera)     | D     | Anthony Molina   |
| 28 | Perù (bandiera)     | C     | Raziel García    |
| 29 | Perù (bandiera)     | C     | Josepmir Ballón  |
| 30 | Perù (bandiera)     | C     | Juan Tuesta      |
| 31 | Perù (bandiera)     | A     | Josué Rodríguez  |
| 32 | Perù (bandiera)     | A     | Nicolás Strobach |
| 33 | Perù (bandiera)     | D     | Jorge Bosmediano |
| 35 | Perù (bandiera)     | P     | Carlos Uculmana  |